# 페헤이라가시나무쥐
페헤이라가시나무쥐(Mesomys hispidus)는 가시쥐과에 속하는 남아메리카 설치류이다. 볼리비아와 브라질, 콜롬비아, 에콰도르, 프랑스령 기아나, 페루, 수리남 그리고 베네수엘라에서 발견된다.